# Franz Michael Felder

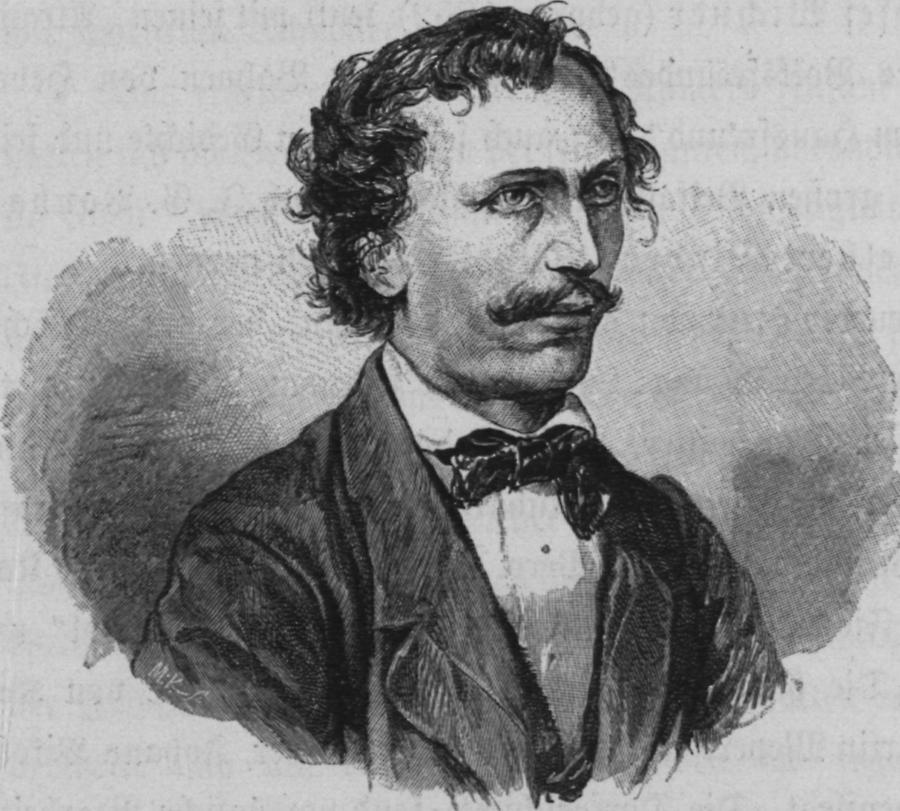
Franz Michael Felder (Porträt von Wilhelm Hecht)

Franz Michael Felder (* 13. Mai 1839 in Schoppernau, Vorarlberg; † 26. April 1869 ebenda) war ein österreichischer Schriftsteller, Sozialreformer und Bauer.

## Leben
Franz Michael Felder wuchs in einfachsten bergbäuerlichen Verhältnissen auf, musste mehrere Schicksalsschläge hinnehmen (u. a. Verlust eines Auges aufgrund eines ärztlichen Kunstfehlers) und hinterließ dabei in Anbetracht seines kurzen Lebens ein reichhaltiges Werk. Mit seinen nach dem Vorbild von Jeremias Gotthelf geschriebenen sozialkritischen Romanen und Erzählungen widmete er sich der Dorfgeschichte, repräsentiert aber auch den Poetischen Realismus. Der (ultramontane) Klerus feindete ihn stark an.
Mit seinem Schwager Kaspar Moosbrugger (1830–1917) gründete er 1866 die frühsozialistische „Vorarlberg’sche Partei der Gleichberechtigung“ (nicht der Geschlechter, sondern der sozialen Klassen). Als Bauer war er unermüdlich tätig für verbesserte Arbeitsbedingungen in der Landwirtschaft und gründete einen Käsehandlungsverein, um das Handelsmonopol der berüchtigten Käsgrafen zu brechen, und eine Viehversicherungsgesellschaft.
In seinem politischen und ökonomischen Denken wandte sich Felder – unter dem Einfluss seines Schwagers Kaspar Moosbrugger – den Ideen des führenden deutschen Sozialdemokraten Ferdinand Lassalle zu. Dieser plädierte für ein allgemeines, gleiches, geheimes und direktes Wahlrecht (im Gegensatz zum damals geltenden Klassen- bzw. Zensuswahlrecht) und für die Lösung der sozialen Frage durch die Bildung von Produktivgenossenschaften mittels staatlicher Kredite.
Am 4. Februar 1861 heiratete Felder seine langjährige Bekanntschaft Anna Katherina Moosbrugger, genannt Nanni. Sieben Jahre später, im Jahre 1868, starb seine Frau überraschend nach einer kurzen Krankheit und hinterließ ihm die fünf gemeinsamen Kinder Jakob, Kaspar, Hermann, Martin und Katherina. Sieben Monate später starb schließlich auch Franz Michael Felder im Alter von 29 Jahren in seinem Geburtshaus in Schoppernau an Lungentuberkulose.
Nachlass, Splitternachlässe und Sammlungen Franz Michael Felders werden im Franz-Michael-Felder-Archiv (Jürgen Thaler) der Vorarlberger Landesbibliothek aufbewahrt. Er gilt als einer der widerstandskräftigsten Schriftsteller Vorarlbergs.
Franz Michel Willam war der Enkel von Franz Michael Felder und wurde bewusst „Franz Michel“ getauft, um ihn nicht in Verwechslung mit seinem Großvater zu bringen.
In der Spielzeit 2024/25 realisierte das Vorarlberger Landestheater gemeinsam mit dem Franz-Michael-Felder-Verein unter der Obmannschaft von Walter Fink und dem Autor Felix Mitterer ein Theaterprojekt zu Franz Michael Felder und seinem unglaublichen Schicksal (Mitterer).

## Werke
- Nümmamüllers und das Schwarzokaspale. Stettner, Lindau 1863.
- Sonderlinge. Hirzel, Leipzig 1867.
- Reich und Arm. Hirzel, Leipzig 1868.
- Aus meinem Leben. 1869 (veröff. 1904).

### Neuausgaben
- „Ich will der Wahrheitsgeiger sein“. Ein Leben in Briefen, hrsg. und mit einem Nachwort von Ulrike Längle. Residenz, Salzburg/Wien 1994 (= Österreichische Bibliothek).
- Aus meinem Leben. Mit einem Nachwort von Walter Methlagl. Libelle, Lengwil 2004; Neuauflage 2019.
- Reich und Arm. Eine Geschichte aus dem Bregenzerwalde, hrsg. von Ulrike Längle und Jürgen Thaler. Mit einem Nachwort von Karl Wagner. Libelle, Lengwil 2007.
- Nümmamüllers und das Schwarzokaspale. Ein Lebensbild aus dem Bregenzerwald, hrsg. von Ulrike Längle und Jürgen Thaler. Mit einem Nachwort von Hermann Kinder. Libelle, Lengwil 2013.
- Liebeszeichen und andere Dorfgeschichten aus dem Bregenzerwald, hrsg. von Jelko Peters und Jürgen Thaler. Libelle, Lengwil 2018, ISBN 978-3-905707-68-7
- Gedichte, hrsg. von Ingrid Fürhapter und Jürgen Thaler. Libelle, Lengwil 2019, ISBN 978-3-905707-71-7
- Aus meinem Leben, hg. von Jürgen Thaler. Mit einem Vorwort von Arno Geiger. Jung und Jung Verlag, Salzburg 2019 (= Österreichs Eigensinn), ISBN 978-3-99027-014-1
- Aus meinem Leben, hg. von Jürgen Thaler. Mit einem Vorwort von Arno Geiger. Jung und Jung Verlag, Salzburg 2024 (= Österreichs Eigensinn), ISBN 978-3-99027-409-5
- Aus meinem Leben: Mit einem Verzeichnis mundartlicher Ausdrücke, Libelle Verlag, 2023, ISBN 978-3909081417

## Museum
Das Franz Michael Felder Museum befindet sich in Schoppernau, Felders Geburtsort. Das Museum ist im Obergeschoß des Kultur- und Geschäftshauses im Dorfzentrum eingerichtet. Anhand von Zitaten, Bildern und Texten werden Einblicke in das Leben und Schaffen von Franz Michael Felder ermöglicht.

## Fotogalerie

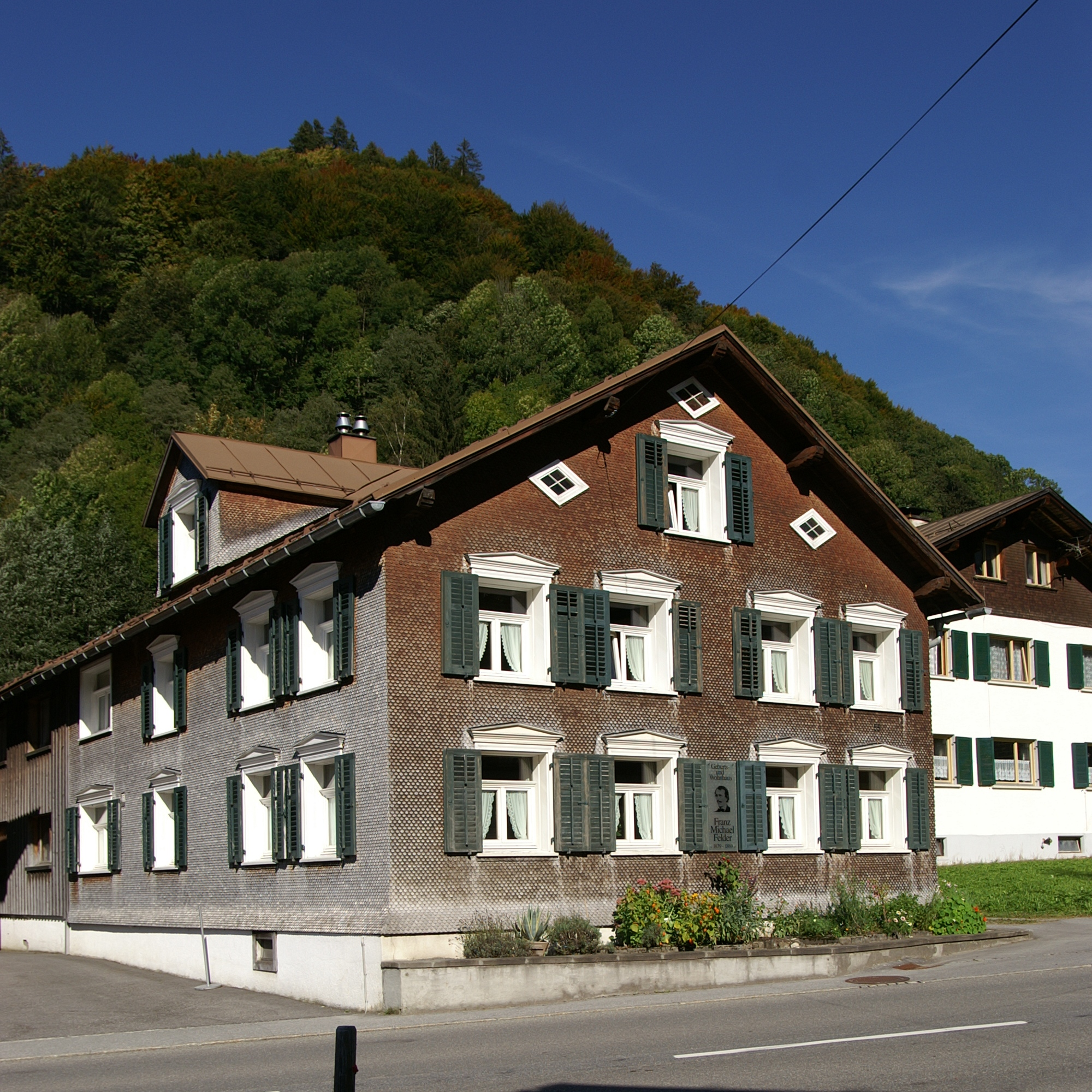
Geburtshaus von Franz Michael Felder in Schoppernau
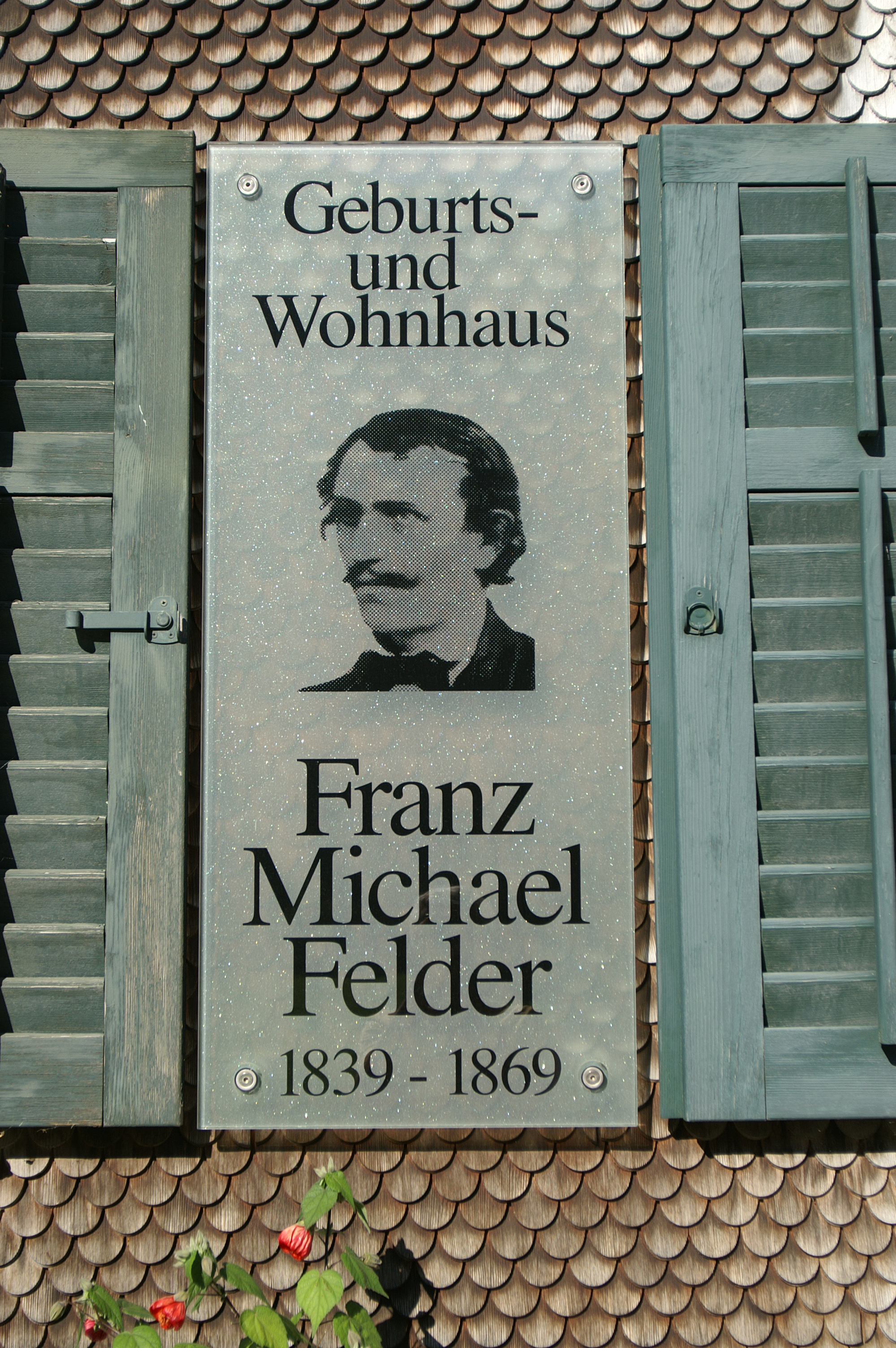
Gedenktafel am Geburtshaus
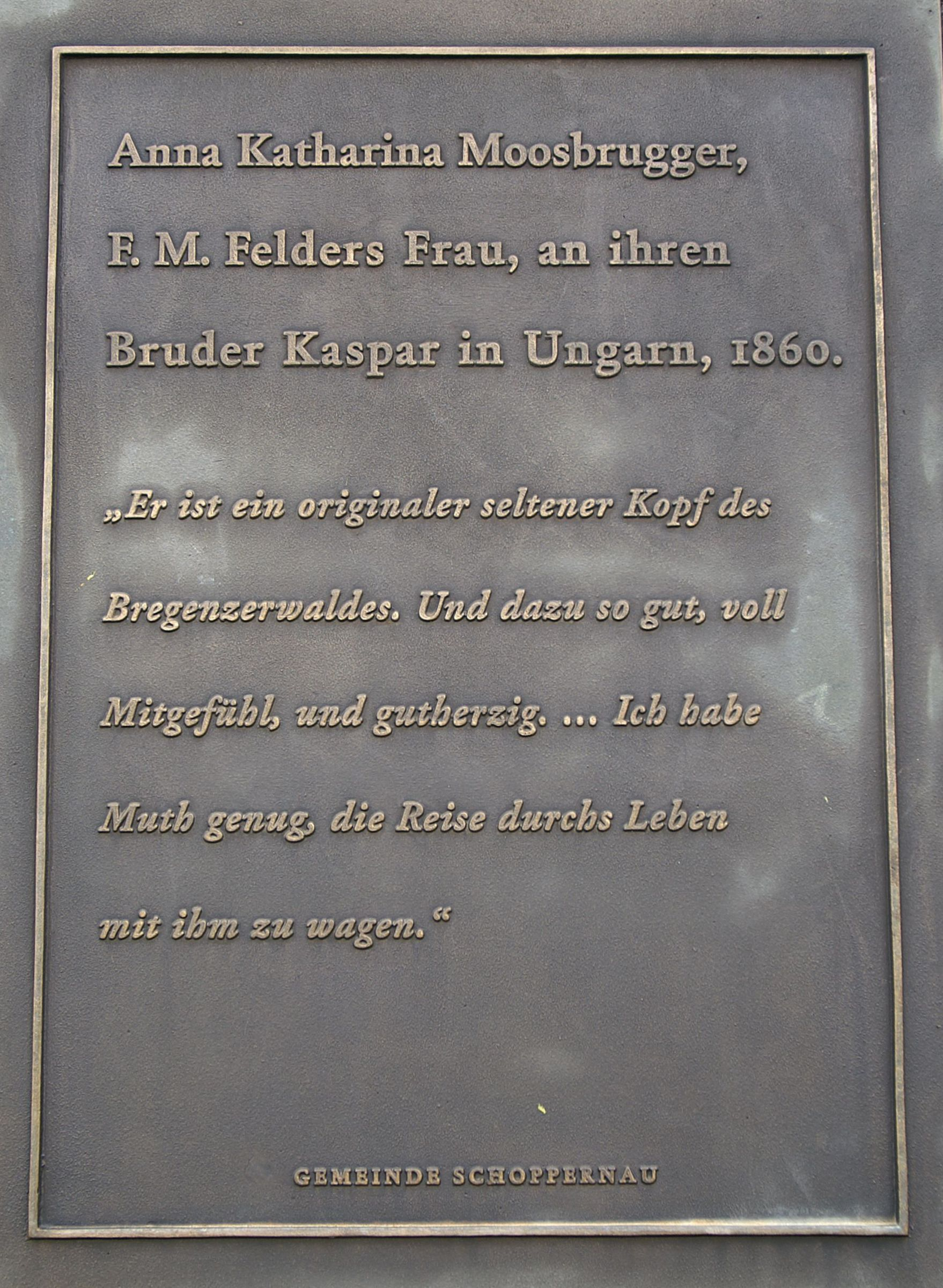
Gedenktafel an Franz Michael Felder in Hopfreben im Schoppernau